# شیریا پیلگانکار
شیریا پیلگانکار (به انگلیسی: Shriya Pilgaonkar) (زاده ۲۵ آوریل ۱۹۸۹) بازیگر، کارگردان و تهیه کننده هندی است که بیشتر در فیلم و مجموعه های های اینترنتی هندی کار می کند.
از فیلم‌هایی که وی در آن نقش داشته‌است می‌توان به طرفدار و یک به‌علاوه یک اشاره کرد.

## فیلم‌شناسی
فیلم
| سال  | نام فیلم      | نقش       | زبان   | نکات                                                      | مرجع. |
| ---- | ------------- | --------- | ------ | --------------------------------------------------------- | ----- |
| ۲۰۱۵ | یک به‌علاوه یک | آیانا     | فرانسه | در جشنواره بین‌المللی فیلم تورنتو ۲۰۱۵ به نمایش گذاشته شد. | [ ۲ ] |
| ۲۰۱۶ | طرفدار        | نیها سینگ | هندی   |                                                           | [ ۳ ] |
| ۲۰۱۹ | زندان خانگی   | سایرا     | هندی   |                                                           | [ ۴ ] |
| ۲۰۲۳ | عشق ساده      | ن/م       | هندی   | ساخت فیلم به پایان رسید                                   | [ ۵ ] |